# 10-я парашютная дивизия (вермахт)
10-я парашютная дивизия (нем. 10. Fallschirmjäger-Division) — тактическое соединение вермахта. Создана 1 марта 1945 года.

## Боевой путь дивизии
С марта 1945 года — бои в Австрии, затем в Чехии. 9 мая 1945 — остатки дивизии сдались в советский плен.

## Состав дивизии
- 28-й парашютный полк
- 29-й парашютный полк
- 30-й парашютный полк
- 10-й артиллерийский полк
  - противотанковый батальон
  - сапёрный батальон
  - батальон связи
  - санитарный батальон

## Командир дивизии
- генерал-лейтенант Густав Вильке